# Loch Lomond (Virginie)
Pour les articles homonymes, voir Loch Lomond (homonymie).
Loch Lomond est une census-designated place située dans le comté de Prince William, dans l’État de Virginie, aux États-Unis. Lors du recensement de 2020, elle comptait 4 050 habitants.